# Mali nos Jogos Olímpicos de Verão de 1980
Mali competiu nos Jogos Olímpicos de Verão de 1980 em Moscou, União Soviética. O país retornou às Olimpíadas após boicotar os Jogos Olímpicos de Verão de 1976.

## Resultados por Evento

### Atletismo
Lançamento de disco masculino
- Namakoro Niare
  - Classificatória — 57,34 m (→ não avançou, 15º lugar)

800 m feminino
- Fatalmoudou Touré
  - Eliminatórias — 2:19.8 (→ não avançou)

### Boxe
Peso Galo (54 kg)
- Moussa Sangare
  1. Primeira Rodada — Perdeu para Lucky Mutale (Zâmbia) por pontos (0-5)